# Franco Fagúndez
Franco Fagúndez, né le 19 juillet 2000 à Montevideo en Uruguay, est un footballeur uruguayen qui évolue au poste d'avant-centre au Club Santos Laguna.

## Biographie

### Club Nacional
Né à Montevideo en Uruguay, Franco Fagúndez est formé par plusieurs clubs de la capitale uruguayenne, dont le Montevideo Wanderers et le Danubio FC, avant de rejoindre le Club Nacional. Il s'impose notamment avec l'équipe réserve, étant l'un des meilleurs joueurs et portant le brassard de capitaine. C'est avec ce club qu'il fait ses débuts en professionnel. Intégré à l'équipe première en septembre 2021, il joue son premier match en professionnel le 18 novembre 2021, lors d'un match de championnat d'Uruguay contre le CS Cerrito. Il entre en jeu à la place de Matías Zunino (en) et son équipe l'emporte par un but à zéro,.
Le 13 mars 2022, Fagúndez inscrit son premier but en professionnel lors d'une rencontre de championnat face au Montevideo City Torque. Titularisé ce jour-là, il ouvre le score mais la partie se termine finalement sur un match nul (1-1 score final). Le 7 avril 2022, il fait sa première apparition en Copa Libertadores contre le Red Bull Bragantino. Il entre en jeu à la place de Emmanuel Gigliotti et son équipe s'incline par deux buts à zéro ce jour-là.

### Santos Laguna
En janvier 2024, Franco Fagúndez rejoint le Mexique afin de s'engager en faveur du Santos Laguna. Le transfert est annoncé le 18 décembre 2023 et il signe un contrat courant jusqu'en décembre 2027.

## Palmarès
Club Nacional
- Championnat d'Uruguay (1) :
  - Champion : 2022.